# Tour der englischen Rugby-Union-Nationalmannschaft nach Australien und Fidschi 1991
| Tour der Engländer nach Australien und Fidschi 1991 | Tour der Engländer nach Australien und Fidschi 1991 | Tour der Engländer nach Australien und Fidschi 1991 | Tour der Engländer nach Australien und Fidschi 1991 | Tour der Engländer nach Australien und Fidschi 1991 |
| Übersicht                                           | S                                                   | G                                                   | U                                                   | N                                                   |
| --------------------------------------------------- | --------------------------------------------------- | --------------------------------------------------- | --------------------------------------------------- | --------------------------------------------------- |
| Test Matches                                        | 2                                                   | 1                                                   | 0                                                   | 1                                                   |
| Sonstige Spiele                                     | 4                                                   | 2                                                   | 0                                                   | 2                                                   |
| Gesamt                                              | 6                                                   | 3                                                   | 0                                                   | 3                                                   |
|                                                     |                                                     |                                                     |                                                     |                                                     |
| Australien                                          | 1                                                   | 0                                                   | 0                                                   | 1                                                   |
| Fidschi                                             | 1                                                   | 1                                                   | 0                                                   | 0                                                   |

Die Tour der englischen Rugby-Union-Nationalmannschaft nach Australien und Fidschi 1991 umfasste eine Reihe von Freundschaftsspielen der englischen Rugby-Union-Nationalmannschaft. Sie reiste von Anfang Juli bis Anfang August 1991 durch Australien und Fidschi, wobei sie während dieser Zeit sechs Spiele bestritt. Auf dem Programm standen unter anderem zwei Test Matches. Während jenes gegen die fidschianische Nationalmannschaft gewonnen werden konnte, ging jenes gegen die australische Nationalmannschaft verloren. Hinzu kamen vier Begegnungen mit regionalen Auswahlmannschaften, die mit je zwei Siegen und Niederlagen endeten.

## Spielplan
- Hintergrundfarbe grün = Sieg
- Hintergrundfarbe rot = Niederlage

(Test Matches sind grau unterlegt; Ergebnisse aus der Sicht Englands)
| # | Datum           | Gegner                   | Ort       | Stadion                 | Ergebnis |
| - | --------------- | ------------------------ | --------- | ----------------------- | -------- |
| 1 | 07. Juli 1991   | New South Wales Waratahs | Sydney    | Concord Oval            | 19:21    |
| 2 | 10. Juli 1991   | Victorian Rugby Union    | Melbourne | Olympic Park Stadium    | 26:9     |
| 3 | 14. Juli 1991   | Queensland Reds          | Brisbane  | Ballymore Stadium       | 14:20    |
| 4 | 16. Juli 1991   | Fiji Warriors            |           |                         | 13:27    |
| 5 | 20. Juli 1991   | Fidschi                  | Suva      | National Stadium        | 28:12    |
| 6 | 23. Juli 1991   | Emerging Wallabies       | Gosford   | Grahame Park            | 36:3     |
| 7 | 04. August 1990 | Australien               | Sydney    | Sydney Football Stadium | 15:40    |

## Test Matches
| 20. Juli 1991 15:30 FJT | Fidschi                                                                 | 12 : 28        | England                                                                                            | National Stadium, Suva Zuschauer: 15.000 Schiedsrichter: Brian Kinsey (Neuseeland) |
| 20. Juli 1991 15:30 FJT | Versuche: Seru Erhöhungen: Serevi Straftritte: Serevi Dropgoals: Serevi | (9:12) Bericht | Versuche: Andrew Probyn Underwood Erhöhungen: Webb (2) Straftritte: Webb (2) Dropgoals: Andrew (2) | National Stadium, Suva Zuschauer: 15.000 Schiedsrichter: Brian Kinsey (Neuseeland) |

Aufstellungen:
- Fidschi: Alifereti Dere, Sam Domoni, Epeli Naituivau, Salacieli Naivilawasa, Max Olsson, Vesito Rauluni, Ilaitia Savai, Waisale Serevi, Fili Seru, Pauliasi Tabulutu, Mosese Taga , Joeli Taqaiwai, Ifereimi Tawake, Opeti Turuva, Tevita Vonolagi
- England: Rob Andrew, Martin Bayfield, Will Carling , Jeremy Guscott, Richard Hill, Jason Leonard, Brian Moore, Chris Oti, Jeff Probyn, Nigel Redman, Gary Rees, Dean Richards, Mike Teague, Rory Underwood, Jon Webb 
 Auswechselspieler: Michael Skinner

| 27. Juli 1991 15:00 AEST | Australien     | 40 : 15 | England | Sydney Football Stadium, Sydney Zuschauer: 39.681 Schiedsrichter: Keith Lawrence (Neuseeland) |
| 27. Juli 1991 15:00 AEST | (16:9) Bericht |         |         | Sydney Football Stadium, Sydney Zuschauer: 39.681 Schiedsrichter: Keith Lawrence (Neuseeland) |

Aufstellungen:
- Australien: David Campese, Tony Daly, John Eales, Bob Egerton, Nick Farr-Jones , Timothy Gavin, Tim Horan, Phil Kearns, Jason Little, Michael Lynagh, Roderick McCall, Ewen McKenzie, Willie Ofahengaue, Simon Poidevin, Marty Roebuck 
 Auswechselspieler: Peter Slattery
- England: Paul Ackford, Rob Andrew, Martin Bayfield, Will Carling , Jeremy Guscott, Richard Hill, Jason Leonard, Brian Moore, Chris Oti, Jeff Probyn, Dean Richards, Mike Teague, Rory Underwood, Jon Webb, Peter Winterbottom